# 王亮 (1979年)
王亮（1979年7月19日—），男，辽宁沈阳人，前中国足球运动员，场上司职右后卫，也能担任右边前卫，退役前效力于辽宁宏运。王亮的父亲是中国足球主教练、长期执教辽宁足球俱乐部的王洪礼。

## 职业生涯

### 青年队
- 1993年进入辽宁青年队。

### 俱乐部
- 1999年进入辽宁一线队，之后担任球队主力。
- 2006年转会至山东鲁能泰山，但未获得球队主力位置。
- 2008年以租借方式返回辽宁，一年租借期满后返回山东鲁能泰山。
- 2012年从山东鲁能泰山重新返回辽宁。

### 国家队
- 2000年被招入国家队，曾经在与美国队的比赛中打入一粒远距离的乌龙球。

## 荣誉

### 俱乐部

#### 山东鲁能泰山
- 中国足球超级联赛冠军：2006、2010
- 中国足协杯冠军：2006

### 国家队

#### 中国国家足球队
- 东亚杯：2005